# محاسبة التمويل

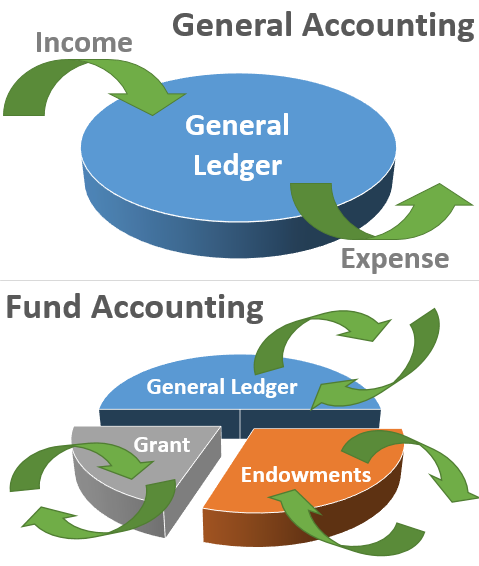
توضح هذه الصورة بشكل عام الفرق بين المحاسبة العادية ومحاسبة التمويل.

محاسبة التمويل (بالإنجليزية: Fund accounting)‏ كما تعرف باسم محاسبة صندوق التمويل أو محاسبة الصندوق، هو نظام محاسبي لتسجيل الموارد التي قُيِّدَ استخدامها من قبل الفرد المانح أو السلطة المانحة أو الوكالة الحاكمة أو غيرهم من الأفراد أو المنظمات أو بموجب القانون. وهو يؤكد على المساءلة بدلاً من الربحية، ويُستخدم من قبل المنظمات غير الربحية والحكومات. بهذه الطريقة، يتكون الصندوق من مجموعة من الحسابات ذاتية الموازنة ويُبلَّغ عن كل منها إما بأنه غير مقيد أو مقيد مؤقتًا أو مقيد بشكل دائم بناءً على القيود التي يفرضها المزود. تتناول الأمثلة والآراء في هذه المقالة الولايات المتحدة بصورة أساسية ولا تمثل وجهة نظر عالمية حول الموضوع.
بدأ العمل تطبيقيًا بمفهوم محاسبة الصندوق على محاسبة الاستثمار بالإضافة إلى محاسبة الحافظة المالية أو محاسبة الأوراق التجارية - جميع المرادفات التي تصف عملية محاسبة الحافظة المالية الاستثمارية مثل الأوراق المالية والسلع الأساسية و/أو العقارات المُحتفَظ بها في صندوق استثماري مثل صندوق الاستثمار المشترك أو المحفظة الوقائية. ومع ذلك، فإن محاسبة الاستثمار هي نظام مختلف لا علاقة له بحساب الصناديق الحكومية وغير الربحية.

## نظرة عامة
لدى المنظمات غير الربحية والهيئات الحكومية متطلبات خاصة في البيانات والتقارير المالية لإظهار كيفية إنفاق الأموال، بدلاً من إظهار مقدار الأرباح التي جُنيت. على عكس الشركات التي تهدف للربح، والتي تستخدم مجموعة واحدة من الحسابات ذاتية الموازنة (أو دفتر الأستاذ العام)، يمكن أن يكون للمنظمات غير الربحية أكثر من دفتر أستاذ عام واحد (أو صندوق)، وفقًا لمتطلبات التقارير المالية الخاصة بها. يجب أن يكون محاسب مثل هكذا كيانٍ قادرًا على تقديم تقارير توضح بالتفصيل المصروفات والإيرادات لكل صندوق من الصناديق الفردية للمنظمة، وتقارير تلخص الأنشطة المالية للمنظمة عبر جميع صناديقها.
يميز حساب الصندوق بين فئتين أساسيتين للتمويل. تلك الأموال التي لها استخدام غير مقيد، والتي يمكن إنفاقها لأي غرض من قبل المنظمة وتلك التي لها استخدام مقيد. يمكن أن يكون سبب التقييد عددًا من الأسباب المختلفة. قد يكون من بينها المتطلبات القانونية، إذ لا يمكن استخدام الأموال بشكل قانوني إلا لغرض معين، أو التقييد الذي يفرضه المتبرع أو المزود. عادةً يُبلَّغ عن قيود المانحين أو المزودين كتابيًا وقد تُكتب في شروط اتفاقية أو منحة حكومية أو وصية أو هدية.
عند استخدام طريقة محاسبة الصندوق، تكون المنظمة قادرة على فصل الموارد المالية بين الموارد المتاحة على الفور للعمليات الجارية والموارد المخصصة لسبب محدد من المانحين. يوفر هذا أيضًا عملية مراجعة حسابات للتأكد من أن جميع الأموال قد صُرِفت للأغراض المقصودة منها وبالتالي تكون قد حُرِّرَت من القيود.
على سبيل المثال، نظام المدارس المحلية في الولايات المتحدة. إذ يتلقى الطالب منحة من حكومة الولاية المحلية لدعمه في بدء طريقه في التعليم الخاص، ومنحة أخرى من الحكومة الفيدرالية لبرنامج غداء مدرسي، ومعاش سنوي لمنح المعلمين العاملين في مشاريع بحثية. في فترات منتظمة، يحتاج النظام المدرسي إلى إنشاء تقرير يرفعهه إلى الولاية حول برنامج التعليم الخاص، وتقرير إلى وكالة فيدرالية حول برنامج الغداء المدرسي، وتقرير إلى سلطة أخرى حول برنامج البحث. لكل من هذه البرامج متطلبات إعداد التقرير الخاصة به، وبالتالي فإن النظام المدرسي يحتاج إلى طريقة لتحديد الإيرادات والنفقات ذات الصلة بشكل منفصل. ويتم ذلك عن طريق إنشاء صناديق منفصلة، ولكل منها مخطط حساباتها الخاص.

## المنظمات غير الربحية
يتم تقسيم الموارد المالية للمنظمات غير الربحية إلى فئتين أساسيتين، الصناديق غير المقيدة والمقيدة. يمكن أن يتغير عدد الأموال في كل فئة بمرور الوقت إذ تحدده القيود ومتطلبات إبلاغ المانحين أو مجلس الإدارة أو مقدمي الأموال.
الصناديق غير المقيدة، كما يوحي اسمها، غير مقيدة، وبالتالي لا تحتاج المنظمات بالضرورة إلى أكثر من صندوق عام واحد، ولكن العديد من المنظمات الكبيرة تستخدم العديد لمساعدتها على حساب الموارد غير المقيدة. قد تشمل الأموال غير المقيدة:
- الصندوق العام – هذا هو الحد الأدنى من التمويل اللازم للموارد غير المقيدة ويتعلق بالأصول المالية الحالية وغير الحالية والاستحقاقات ذات الصلة التي يمكن استخدامها وفقًا لتقدير مجلس إدارة المنظمة.
- الصندوق المخصص – الأصول المالية المخصصة لغرض محدد من قبل مجلس إدارة المنظمة ولكن لا تزال غير مقيدة إذ يمكن للمجلس إلغاء الاستخدام المطلوب.[11]
- صناديق التداول – تمتلك العديد من المنظمات الكبيرة غير الهادفة للربح الآن متاجرًا ومنافذًا أخرى حيث يجمعون الأموال من بيع السلع والخدمات. ثم تُستخدَم الأرباح الناتجة عن ذلك لمصلحة المنظمات.[11]
- صندوق المصنع (الأرض والبناء والمعدات) – تحتفظ بعض المنظمات بأصولها غير المتداولة والاستحقاقات ذات الصلة في صندوق منفصل عن الأصول الحالية.[2]
- الصندوق المتداول –غير المقيد– إذا كانت المنظمة تحتفظ بأصولها غير المتداولة في صندوق مصنع، فسيُستخدَم هذا لحساب الأصول الحالية التي يمكن استخدامها وفقًا لتقدير مجلس إدارة المنظمة.[2][12]

قد تشمل الأموال المقيدة:
- أموال الوقف المالي – الدائمة تُستخدَم لحساب المبلغ الرئيسي للهدايا أو المنح التي يجب على المنظمة، بالاتفاق مع الجهة المانحة، الحفاظ على حالها إلى الأبد أو حتى تاريخ أو حدث مستقبلي معين أو استُخدِمت للغرض الذي من أجله أعطيت.
- أموال الهبات – المؤقتة تشبه صناديق الهبات الدائمة، إلا أنها في وقت لاحق أو بعد حدث مستقبلي محدد، تصبح الهبات متاحة للاستخدام غير المقيد أو المقيد لغرض من قبل المنظمة.[2]
- صناديق الدخل السنوي وإيرادات الحياة تُعد من الموارد التي يقدمها المانحون حيث يكون للمنظمة مصلحة مفيدة ولكنها ليست المستفيد الوحيد. قد تشمل هذه الهدايا الخيرية السنوية أو صناديق دخل الحياة.[2]
- أموال الوكالة أو الحافظ الأمين تُحتجز في حساب الموارد قبل صرفها وفقًا لتعليمات الجهة المانحة. لا تتمتع المنظمة إلا بسلطة تقديرية ضئيلة أو معدومة بشأن استخدام هذه الموارد ودائما ما تكون متساوية في حسابات الوكالة.[2]
- الأموال الحالية – المقيدة هي أصول متداولة تخضع لقيود حددها المانحون أو المتبرعون.[2][12]

### أساس المحاسبة والتقارير المالية
مثل المنظمات التي تحقق الربح، تقوم المنظمات غير الربحية والحكومات بإصدار البيانات المالية الموحدة. تنشأ هذه البيانات وفقًا لمتطلبات إعداد التقارير في البلد الذي تستند إليه أو إذا كانت كبيرة بما يكفي فقد تنتجها وفقًا للمعايير الدولية لإعداد التقارير المالية، ومثال على ذلك منظمة أوكسفام الخيرية في المملكة المتحدة. إذا كانت المنظمة صغيرة، فقد تستخدم المحاسبة على أساس نقدي، لكن المنظمات الكبرى تستخدم عمومًا المحاسبة على أساس الاستحقاق لأموالها.
تُعِدّ المنظمات غير الربحية في الولايات المتحدة بياناتها المالية باستخدام إرشادات مجلس معايير المحاسبة المالية منذ عام 1993.  ترد معايير إعداد التقارير المالية في المقام الأول في FAS117 و FIN43. أصدر مجلس معايير المحاسبة المالية تحديثًا رئيسيًا في عام 2016 غيّر الإبلاغ عن صافي الأصول من ثلاث فئات رئيسية إلى فئتين، الأموال المقيدة وغير المقيدة وكيف يتم تمثيلها في البيانات المالية.
تستخدم المنظمات غير الربحية والحكومات نفس البيانات المالية الأربعة القياسية التي تستخدمها المنظمات الربحية.